# Касесе
Касесе (англ. Kasese) — місто, адміністративний центр округу Касесе, Західна область, Уганда; на північ від озера Джордж

## Географія
Знаходиться на висоті 1788 м над рівнем моря.

## Промисловість
Компанія Kasese Cobalt Company Limited (KCCL), розташована на дорозі з Касесе в Рубірізі на південь від центрального ділового району Касесе. Видобуває кобальт зі шламу, який залишився після вилучення міді з сирої руди.